# Société de développement et d’animation de Mascouche
La Société de développement et d’animation de Mascouche, connue sous le sigle SODAM, est un organisme sans but lucratif créé en 2000. Sa mission est de contribuer à l'accès à la culture et au développement culturel, par l'entremise de projets culturels s'inscrivant dans 4 champs d’intervention: la musique, le patrimoine, l’agrotourisme et le cirque.

## Historique
La SODAM a vu le jour en 2000, par l'entremise d'un regroupement citoyen composé de différents acteurs des milieux municipal et communautaire ayant le but commun de prendre part à l’offre culturelle mascouchoise.
Les activités de l’organisation qui ne tournaient initialement qu’autour de la musique se sont diversifiées progressivement en intégrant un volet patrimoine en 2005, un volet agrotourisme en 2007 et un volet cirque en 2011.

## Structure organisationnelle
Jusqu’en 2009, l’organisme était uniquement composé de bénévoles.
La SODAM a désormais une équipe de ressources humaines en continue composée d'une directrice générale, d'un directeur adjoint et d'un groupe de coordonnateurs permanents. Étant un organisme sans but lucratif, son administration est assurée par un conseil formé de citoyens élus. De nombreux bénévoles lui apportent également leur soutien.

## Activités
Les activités, événements et projets de la SODAM sont divisées en 4 champs d’action.

### Volet musical
Le volet musical, est le premier à avoir été mis en place par l’organisme. Il vise à faciliter la découverte de nouveaux talents artistiques par l’entremise de projets variés tels qu’un festival, des ateliers, des conférences et des spectacles musicaux,.

### Volet patrimoine
Officiellement reconnue par la Fédération Histoire Québec, la Société d’histoire de Mascouche est le second axe déployé par l’organisme. Ayant pour thème le patrimoine, ses principaux objectifs sont de contribuer à sa promotion, sa sauvegarde et sa mise en valeur. Des circuits, des expositions et des publications sur l’histoire et le patrimoine mascouchois figurent parmi les principaux projets déployés par celle-ci.

### Volet agrotourisme
Le volet agrotourisme est le troisième ayant été ajouté aux activités de la SODAM. Ayant pour thème l'agrotourisme, il porte plus concrètement sur l'alimentation et à l'environnement dans une perspective de développement durable. Les initiatives qui en sont issues ont pour but de contribuer à la mise en valeur et à la vitalité du milieu agricole mascouchois. Parmi celles-ci, on compte l'organisation de marchés publics locaux, et de fêtes des récoltes en milieu agricole,.

### Volet cirque
Cirkana, le volet cirque, est le plus récent des 4 champs d'action de la SODAM. Elle vise à offrir des activités d’animation et de divertissement dans les arts circassiens. Une école de cirque, des spectacles, des événements scolaires et privés, des activités d’animation, un camp de jour, des activités de cirque social et des ateliers d’initiation au cirque figurent parmi les principales activités qui y sont déployées.

## Prix et reconnaissances
Depuis sa fondation, la SODAM a reçu de nombreux prix et reconnaissances, dont :

### 2013
- Lauréat régional – Événement moins de 50 000 visiteurs des Grands prix du tourisme de Lanaudière
- Lauréat national – Médaille d’argent – Événement moins de 50 000 visiteurs des Grands prix du Tourisme du Québec
- Lauréat Prix coup de maître – Qualité des services offerts du Gala Coup de cœur de la Chambre de commerce et d’industrie Les Moulins

### 2014
- Lauréat – Prix Robert-Lussier – bénévolat individu des Grands prix Desjardins de la Culture de Lanaudière
- Lauréat – Prix Robert-Lussier – groupe des Grands prix Desjardins de la Culture de Lanaudière
- Lauréat – Événement culturel de l’année du Gala du Griffon d’or

### 2015
- Prix coup de cœur – Groupe de l’année des Grands prix Desjardins de la Culture de Lanaudière[18]
- Prix coup de cœur- Organisme de l’année du Gala Vision 2015 de la Chambre de commerce et d’industrie Les Moulins
- Prix coup de cœur – Organisme de l’année du Gala Mérite Loisir Lanaudois de Loisir sport Lanaudière

### 2016
- Lauréat – Événement culturel de l’année du Gala du Griffon d’or

### 2017
- Lauréat – Événement culturel de l’année du Gala du Griffon d’or

### 2019
- Lauréat – OBNL et entreprise d’économie sociale du Gala Vision

### 2022
- Lauréat – Prix d’excellence en interprétation du patrimoine offert par l’AQIP[19]
- Lauréat – Prix de la relève Vivat offert par le Conseil québécois des événements écoresponsables (CQEER)

### 2023
- Lauréat « Sensibilisation » – Prix Action patrimoine [20]